# Droga wojewódzka nr 980
Droga wojewódzka nr 980 (DW980) – droga wojewódzka łącząca Biecz z Jurkowem. Jej długość wynosi 49 km. Zlokalizowana jest w południowo-wschodniej części województwa małopolskiego.
W ramach Małopolskiego Regionalnego Programu Operacyjnego na lata 2007-2013 przeprowadzona została modernizacja drogi wojewódzkiej nr 980. Przetarg na wykonanie modernizacji wygrała firma Strabag, a jej koszt wyniósł 60 mln zł.

## Średni dobowy ruch w punktach pomiarowych na drodze wojewódzkiej nr 980 w 2005 r.[2][3]
| Odcinek drogi     | Pikietaż początku odcinka drogi | Pikietaż końca odcinka drogi | Długość odcinka drogi | Pikietaż punktu pomiarowego | Miejscowość            | SDR 2005 | SDR 2010 |
| ----------------- | ------------------------------- | ---------------------------- | --------------------- | --------------------------- | ---------------------- | -------- | -------- |
| Jurków-Roztoka    | 0                               | 9,8                          | 9,8                   | 7,1                         | Melsztyn               | 4786     | 6680     |
| Zakliczyn-Gromnik | 9,8                             | 21,5                         | 11,7                  | 9,9                         | Zakliczyn              | 4945     | 7152     |
| Gromnik-Biecz     | 21,5                            | 49,3                         | 27,8                  | 29,7                        | Rzepiennik Strzyżewski | 2095     | 2778     |

## Miejscowości leżące przy trasie DW980
- Biecz (DK28)
- Rzepiennik Strzyżewski
- Gromnik (DW977)
- Zakliczyn (DW975)
- Jurków (DK75)